# Casa al carrer Sant Domènec, 3 (Figueres)
L'edifici situat al Carrer Sant Domènec, 3 és una obra del municipi de Figueres (Alt Empordà) inclosa en l'Inventari del Patrimoni Arquitectònic de Catalunya.

## Descripció
És una casa entre mitgeres, situada a cent metres de l'Ajuntament de Figueres, de planta baixa i un pis, amb coberta terrassada. La planta baixa té un encoixinat d'un cinquanta centímetres, i tres obertures, una central de grans dimensions amb dues més petites, una a cada costat. Aquestes obertures, com les del pis superior són en arc deprimit. Les dues portes més petites tenen a sobre un petit requadre amb un esgrafiat amb una rosa, i a sobre d'aquest un altre esgrafiat que ocupa la llargada de la segona planta també amb motius florals. La porta central té un esgrafiat a sobre que representen unes fulles envoltant una orla. El primer pis té un balcó corregut amb dues obertures amb un fris esgrafiat a sobre les finestres, amb motius florals i decoració geomètrica a cada costat de les finestres.